# Oleria bocca
Oleria bocca är en fjärilsart som beskrevs av Riley 1919. Oleria bocca ingår i släktet Oleria och familjen praktfjärilar. Inga underarter finns listade i Catalogue of Life.